# 도스역
도스역(일본어: 鳥栖駅 도스에키[*])은 일본 사가현 도스시에 있는 철도역이다.

## 역세권 정보
- 도스 스타디움(사간 도스 연고지)
- 국도 제3호선
- 국도 제34호선

## 역사
- 1889년 12월 11일: 규슈 철도가 개설됨.
- 1891년 8월 20일: 나가사키 본선, 사세보 선 도스 - 사가 개통
- 1907년 7월 1일: 규슈 철도가 국유화 되면서 제국 철도청이 이 역을 관할함
- 1987년 4월 1일: 국유화 된 규슈 철도가 JR화 되면서 분리, 현재는 '규슈 여객철도"(JR 규슈)가 관할하고 있다.

## 인접역
| 규슈 여객철도 가고시마 본선 | 규슈 여객철도 가고시마 본선 | 규슈 여객철도 가고시마 본선 |
| --------------------------- | --------------------------- | --------------------------- |
| 기야마 모지 항 방면         | 쾌속 준쾌속                 | 구루메 아라오 방면          |
| 다시로 모지 항 방면         | 보통                        | 히젠아사히 아라오 방면      |
| 규슈 여객철도 나가사키 본선 |                             |                             |
| 시·종착역                   | 보통                        | 신토스 나가사키 방면        |